# URI1
URI1‏ (URI1, prefoldin like chaperone) هوَ بروتين يُشَفر بواسطة جين URI1 في الإنسان.